# Stellaria tibetica
Stellaria tibetica är en nejlikväxtart som beskrevs av Wilhelm Sulpiz Kurz. Stellaria tibetica ingår i släktet stjärnblommor, och familjen nejlikväxter. Inga underarter finns listade i Catalogue of Life.